# Premi Carlemany per al foment de la lectura
|  | Per a altres significats, vegeu «Premi Carlemany». |

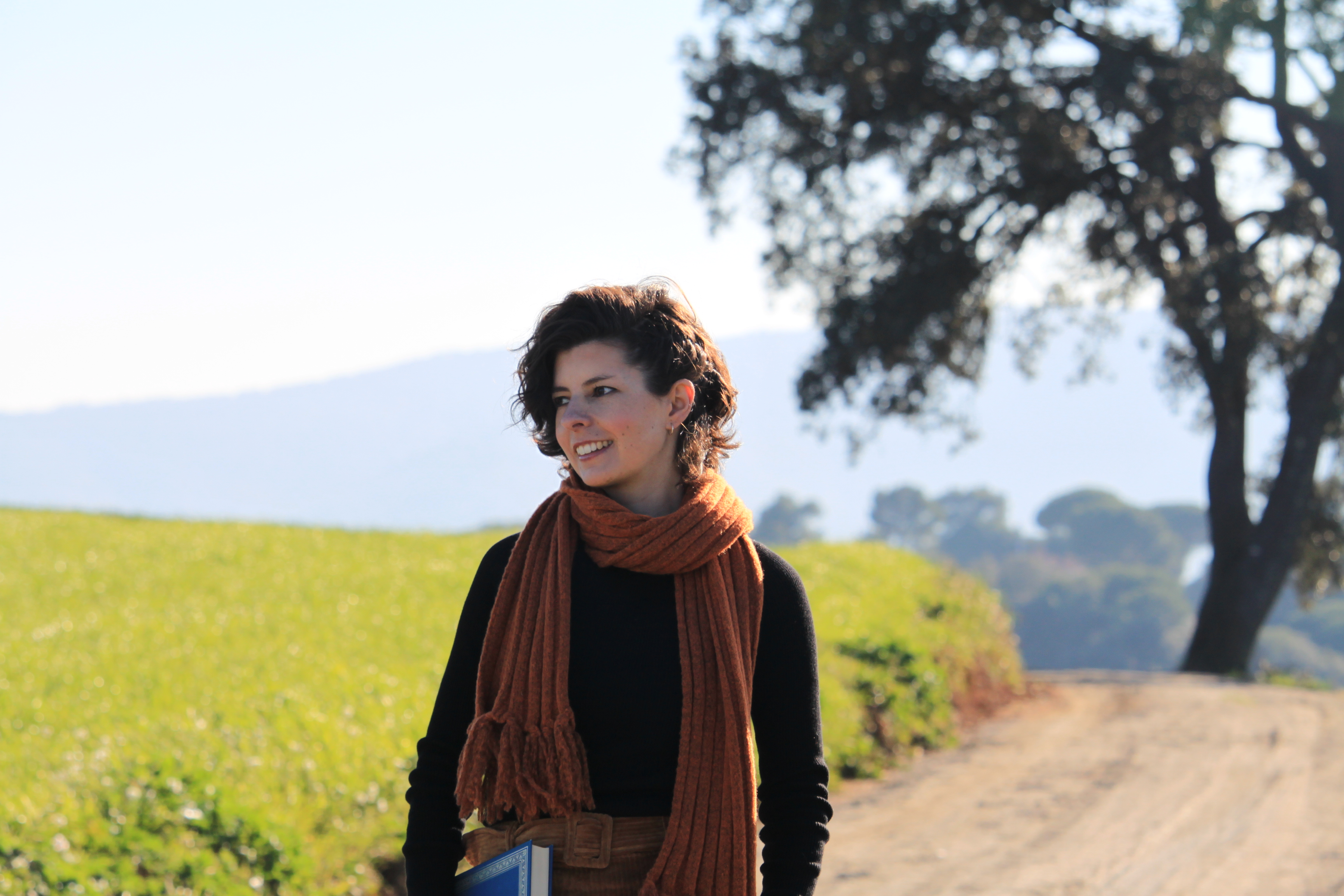
Retrat de la periodista i escriptora Selena Soro, Premi Carlemany pel seu debut literari 'Misteris de la boira' (2019)

El Premi Carlemany per al foment de la lectura és un premi literari en llengua catalana convocat i atorgat actualment pel Govern d'Andorra i el Grup 62.
Al premi hi poden optar obres en prosa inèdites escrites en llengua catalana. La dotació era de 10.000 € fins a l'any 2017, i 8.500 € de llavors ençà, i l'obra es publica per l'editorial Columna. La principal particularitat del premi es troba en la constitució del jurat: després d'una preselecció de tres obres per part d'un jurat adult, les escollides són jutjades per nou estudiants andorrans d'entre 14 i 16 anys. La seva proclamació té lloc el mes de desembre.
Abans de 2011, la denominació era Premi Carlemany de novel·la i era convocat pel Govern d'Andorra i les editorials Fundació Enciclopèdia Catalana, Columna Edicions i Edicions Proa. Al premi hi podien optar novel·les inèdites escrites en llengua catalana i tenia una dotació de 42.000 euros. La seva proclamació es realitzava vora el mes de desembre, tot i que en alguna ocasió s'havia lliurat en setembre, com és el cas de l'any 2007.

## Guanyadors

### Premi Carlemany de novel·la
- 1994 Maria Mercè Marçal, per La passió segons Renée Vivien[4]
- 1995 Maria de la Pau Janer, per Natura d'anguila
- 1996 Robert Saladrigas, per La mar no està mai sola
- 1997 Gabriel Janer, per Els jardins incendiats
- 1998 Lluís-Anton Baulenas, per El fil de plata
- 1999 Antoni Morell, per La neu adversa
- 2000 Lluís Racionero, per L'últim càtar
- 2001 Jordi Arbonès, per L'escala de Richter
- 2002 Albert Salvadó, per Els ulls d'Hannibal
- 2003 Joan Agut, per Pastís de noces
- 2004 Vicenç Villatoro, per La derrota de l'àngel[5]
- 2005 Francesc Puigpelat, per Els llops
- 2006 Albert Villaró, per Blau de Prússia
- 2007 Jordi Coca, per La noia del ball[3]
- 2008 Antoni Pladevall, per La papallona negra
- 2009 Julià de Jòdar, per La pastoral catalana[2]
- 2010 Bea Cabezas, per La ciutat vertical[6]

### Premi Carlemany per al foment de la lectura
- 2011 Salvador Macip, per Hipnofòbia[7]
- 2012 Núria Pradas i Andreu, per Sota el mateix cel[8]
- 2013 Antoni López Massó, per L'home dels ulls grisos[9]
- 2014 Verónica Sánchez, per L'escapista[10]
- 2015 Jordi Ortiz, per Vorejant els límits[11]
- 2016 Laia Aguilar, per Wolfgang[12]
- 2017 Muriel Villanueva, per Rut sense hac[13]
- 2018 Francesc Puigpelat i Valls, per La nedadora[14]
- 2019 Selena Soro i Gómez, per Misteris de la boira[15]
- 2020 Lluís Prats, per Archie, el nen que parlava amb elefants[16]
- 2021 Laura Gonzalvo, per La llista de les coses impossibles[17]
- 2022 Laura Casanovas Borrell, per Les estrelles de Lilith[18]
- 2023 Gisela Pou Valls, per Retorn a Douglas Row[19]